# Стрельцова Людмила Семенівна
Людмила Семенівна Стрельцова (нар. 26 вересня 1946 року у с. Білокуракине Луганської області) — українська хормейстерка-постановниця, народна артистка України (2000), лауреатка Шевченківської премії (2014).

## Життєпис
Закінчила Донецький державний музично-педагогічний інститут 1975 року (нині — Донецька державна музична академія імені Сергія Прокоф'єва). По закінченні працювала головним хормейстером у Донецькому національному академічному театрі опери та балету імені А. Б. Солов'яненка. Брала участь як хормейстерка-постановниця у понад 50 операх зарубіжних і вітчизняних композиторів. Під її керівництвом хор театру підготував і з успіхом виконує кантатно-ораторіальний репертуар: Реквієми Дж. Верді, В. А. Моцарта, Л. Керубіні, Н. Йоммеллі, «Карміна Бурана» К. Орфа, Stabat Mater, «Маленька урочиста меса» Дж. Россіні, «Створення світу» Й. Гайдна, «Олександр Невський», «Іван Грозний» С. Прокоф'єва та ін. У 2014 здобула Національну премію України імені Тараса Шевченка 2014 року разом з В. Василенком, М. Курочкою, В. Рябеньким, Т. Плехановою за оперу Р. Вагнера «Летючий Голандець» Донецького національного академічного театру опери та балету імені А. Б. Солов'яненка.
Із захопленням Донецька сепаратистами залишилась працювати в окупованому місті і була удостоєна «подяки» від ватажка ДНР О. Захарченка.